# Platycrater arguta
Platycrater arguta är en hortensiaväxtart som beskrevs av Philipp Franz von Siebold och Zucc. Platycrater arguta ingår i släktet Platycrater och familjen hortensiaväxter. Utöver nominatformen finns också underarten P. a. sinensis.

## Bildgalleri

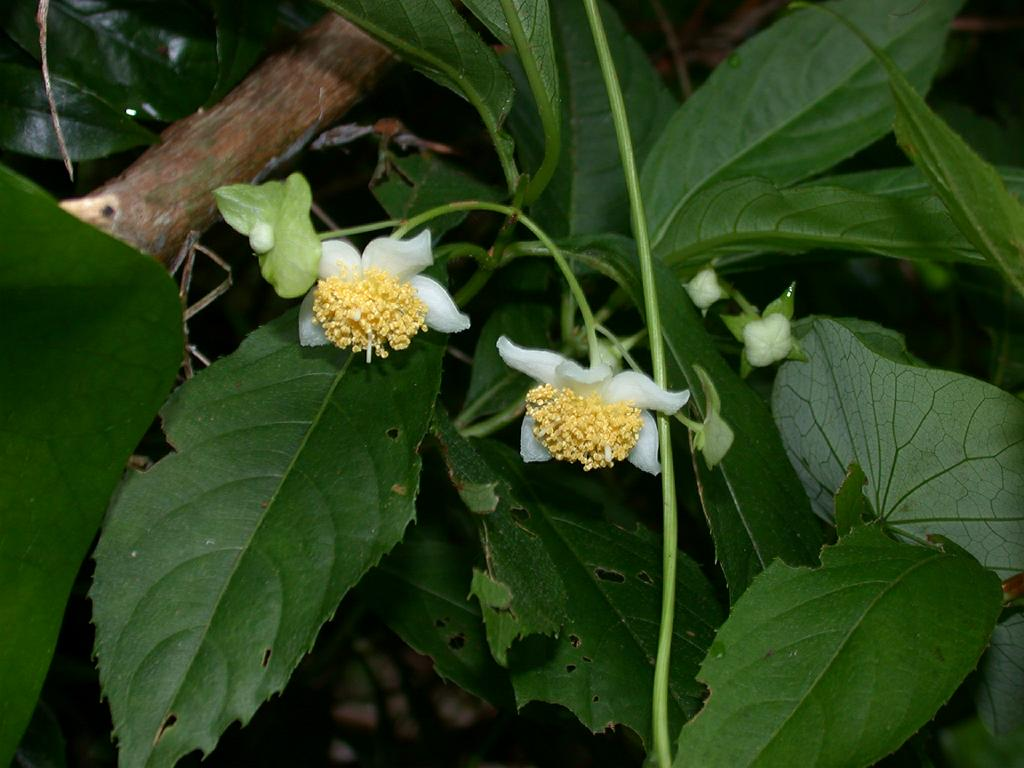
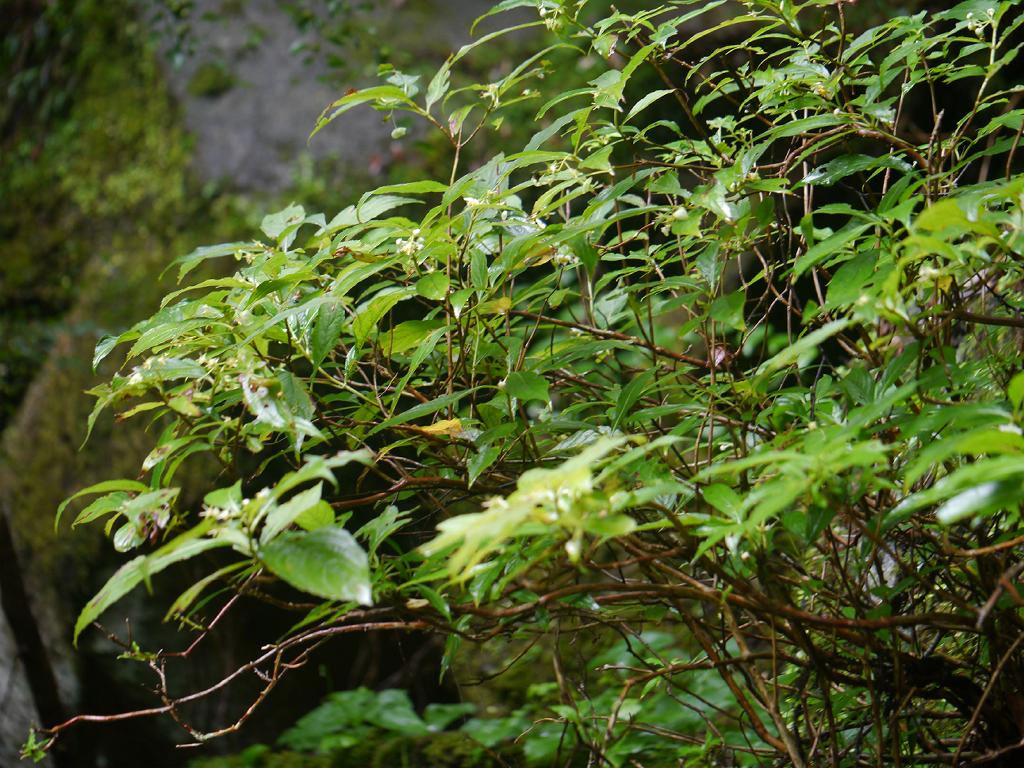